# Fantômas (romanzo)
Fantômas (titolo originale Fantômas) è un romanzo poliziesco del 1911, inizialmente pubblicato a puntate come feuilleton presso la casa editrice Arthème Fayard, primo della serie di romanzi dedicata al celebre criminale Fantômas, firmato dalla coppia di scrittori francesi Marcel Allain e Pierre Souvestre.

## Trama
Presso il castello di Beaulieu, una sera di dicembre la marchesa di Langrune riceve per cena alcuni ospiti: il magistrato Bonnet, Sicot il parroco, la baronessa De Vibray, Théresè la nipote della marchesa e il diciottenne Charles Lambert figlio del ricchissimo Etienne Lambert, amico della marchesa.
Argomento della conversazione è Fantômas, il personaggio misterioso che con i suoi crimini spettacolari sta sconvolgendo la Francia, sulle cui tracce è il celebre poliziotto parigino, l'ispettore Juve della Sûreté. L'ultimo crimine che porterebbe la sua firma è la scomparsa misteriosa di Lord Beltham, aristocratico britannico molto conosciuto nel bel mondo parigino.
Charles Lambert è visibilmente turbato dal racconto di Bonnet, e chiede altri dettagli sul criminale non nascondendo agli altri ospiti l'ammirazione per le imprese di Fantômas.
Il giorno seguente Théresè e Charles escono presto dal castello, per poter raggiungere in tempo la stazione, dove accolgono Etienne Lambert, padre del giovane. Al ritorno a Beaulieu, i tre trovano una orribile notizia: la marchesa è stata uccisa a colpi di coltello nella sua stanza da letto, trovata con il chiavistello della porta forzato.
Il sospetto di Etienne Lambert è che l'assassino sia Charles, visto che il ragazzo era l'unico fra coloro che pernottavano al castello che avrebbe avuto la forza necessaria per il delitto, per le tracce di sangue in un asciugamano e soprattutto per la follia di cui soffre Madame Lambert, madre del ragazzo. I due Lambert fuggono dal castello prima dell'arrivo dell'ispettore Juve, incaricato delle indagini.
Al castello l'ispettore Juve discute col magistrato de Presles sia sugli indizi di colpevolezza di Charles sia sui dettagli che porterebbero a scagionare il giovane e ad indicare nel terribile Fantômas l'autore del delitto. La conversazione si interrompe all'arrivo di un telegramma della polizia di Parigi che richiede l'immediato ritorno dell'ispettore per indagare sugli sviluppi relativi alla scomparsa di Lord Beltham e al possibile collegamento con lo stesso Fantômas.
A Parigi Juve si reca al 147 di rue Levert, presso l'abitazione di Grun, veterano della seconda guerra anglo-boera ed attualmente commesso viaggiatore; da qualche tempo l'uomo è assente da casa e la portinaia, la signora Doulenques, riferisce all'ispettore che aveva ricevuto istruzioni di attendere l'arrivo degli uomini di una ditta di trasporti, la South Steamship Co., incaricati di portare via alcune casse lasciate all'interno dell'appartamento. Juve ordina agli uomini della ditta di andare a chiamare il loro responsabile, il signor Wooland, nel frattempo, assieme al poliziotto di quartiere, ispeziona i bauli di Grun, scoprendo che in uno di essi è stato rinchiuso il cadavere di un uomo sulla cinquantina.

## Personaggi
- Marchesa di Langrune
- M. Bonnet, magistrato in pensione
- La baronessa De Vibray, amica della marchesa
- Théresè D'Auvernois, nipote della marchesa
- Etienne Lambert, uomo d'affari, amico della marchesa
- Alice Rambert, moglie di Etienne e madre di Charles, internata in manicomio
- Charles Lambert, figlio di Etienne e Alice
- Dollon, intendente del castello di Beaulieu
- Ispettore Juve, della Sûreté
- M. de Presles, magistrato di Brives
- M. Fuselier, giudice istruttore di Parigi
- Lord Edward Beltham, diplomatico e aristocratico britannico
- Lady Maud Beltham, moglie di Lord Beltham
- Principessa Sonia Danidoff, nobile russa
- Gurn, commesso viaggiatore britannico, ex sottufficiale
- Bouzille, piccolo malfattore
- Valgrand, attore

## Opere derivate
La trama del primo numero di Diabolik, Il re del terrore, ricalca questo romanzo.

## Edizioni
- Marcel Allain e Pierre Souvestre, Fantômas, collana Il Giallo Mondadori, n. 2740, Mondadori, 2001,  pag. 441.
- Marcel Allain e Pierre Souvestre, Fantômas, collana Il laccio nero, n. 4, Club degli editori, 1972,  pag. 178.